# Orthosia rubricosa
Orthosia rubricosa là một loài bướm đêm trong họ Noctuidae.